# Керепин Іван
Іван Керепин (? — ?) — український селянин із Жерниці (Лемківщина), громадський діяч. Був обраний послом до Галицького сейму 3-го скликання у період з 1870 по 1876 рік (від IV курії округу Лісько — Балигород — Лютовиська; входив до складу «Руського клубу»).